# Kent Nielsen
Kent Nielsen, né le 28 décembre 1961 à Frederiksberg au Danemark, est un footballeur international danois. Il évoluait au poste de défenseur central et s'est reconverti comme entraîneur.

## Biographie

### En club
Kent Nielsen évolue au Danemark et en Angleterre.
Il dispute 236 matchs en première division danoise, inscrivant 26 buts, et 79 matchs en première division anglaise, marquant quatre buts.
Il remporte avec Brøndby deux titres de champion du Danemark.
Il participe également aux compétitions continentales européennes, disputant quatre matchs en Ligue des champions, huit en Coupe de l'UEFA (un but), et enfin trois en Coupe des coupes. Il joue les quarts de finale de la Coupe d'Europe des clubs champions en 1987 avec Brøndby, face au FC Porto. Il inscrit son seul et unique but en Coupe d'Europe le 24 octobre 1990, avec Aston Villa, lors du deuxième tour de la Coupe UEFA contre l'Inter Milan.

### En équipe nationale
Kent Nielsen reçoit 46 sélections en équipe du Danemark entre 1985 et 1992, inscrivant deux buts. Toutefois, certaines sources lui donnent 54 sélections pour trois buts entre 1983 et 1992, et d'autres 57 sélections pour trois buts.
Il joue son premier match en équipe nationale le 5 octobre 1983, contre la Pologne. Ce match perdu 0-1 à Aarhus est qualificatif pour les Jeux olympiques d'été de 1984.
En 1986, il est retenu par le sélectionneur Sepp Piontek afin de participer à la Coupe du monde 1986 organisée au Mexique. Lors de ce mondial, il doit se contenter du banc des remplaçants et ne joue pas la moindre minute. Le Danemark s'incline en huitièmes de finale face à l'Espagne.
Il inscrit son premier but le 3 septembre 1987, Roumanie. Ce match gagné 1-2 est qualificatif pour les Jeux olympiques d'été de 1988. Il marque son deuxième but le 17 mai 1989, contre la Grèce (large victoire 7-1). Il marque son troisième but le 11 octobre 1989, contre la Roumanie (victoire 3-0). Ces deux dernier matchs rentrent dans le cadre des éliminatoires du mondial 1990.
Le 6 juin 1990, il officie pour la première et dernière fois comme capitaine de la sélection, lors d'une rencontre amicale face à la Norvège (victoire 1-2 à Trondheim).
En 1992, il est retenu par le sélectionneur Richard Møller Nielsen afin de participer au championnat d'Europe 1992 qui se déroule en Suède. Lors de cette compétition, il joue quatre matchs. A la surprise générale, le Danemark remporte le tournoi en battant l'Allemagne en finale. Après ce sacre, il met un terme à sa carrière internationale.

## Palmarès

### Joueur
- Vainqueur du championnat d'Europe en 1992 avec l'équipe du Danemark
- Vice-champion d'Angleterre en 1990 avec Aston Villa
- Championnat du Danemark en 1987 et 1988 avec le Brøndby IF
- Vice-champion du Danemark en 1989 avec le Brøndby IF
- Vainqueur de la Coupe du Danemark en 1992 avec l'AGF Århus
- Finaliste de la Coupe du Danemark en 1988 avec le Brøndby IF
- Finaliste de la Supercoupe du Danemark en 1988 avec le Brøndby IF

### Entraîneur
- Championnat du Danemark en 2014 avec l'Aalborg BK
- Vainqueur de la Coupe du Danemark en 2014 avec l'Aalborg BK